# Marek Kuzma
Marek Kuzma (sinh 22 tháng 6 năm 1988) là một cầu thủ bóng đá Slovakia hiện đang thi đấu ở vị trí tiền đạo cho Cherno More Varna tại Bulgarian First League.